# Havana Midnight
Havana Midnight je páté a poslední sólové studiové album amerického písničkáře Boba Neuwirtha z roku 1999 (vydavatelství Appleseed Recordings a Diesel Motor Records). Aranžérem Neuwirthových písní byl kubánský klavírista José María Vitier a na desce se podíleli i další kubánští hudebníci. Neuwirth nahrávku produkoval spolu s J. S. Solesem.

## Seznam skladeb
| Pořadí | Název              | Autor                | Délka |
| ------ | ------------------ | -------------------- | ----- |
| 1.     | Havana Midnight    | Bob Neuwirth         | 4:41  |
| 2.     | The First Time     | Neuwirth             | 6:19  |
| 3.     | Dead Man's Clothes | Neuwirth             | 6:32  |
| 4.     | Miracles/Milagros  | Neuwirth, Bob Thiele | 4:11  |
| 5.     | Don Quixote        | Neuwirth             | 5:55  |
| 6.     | The Call           | Neuwirth             | 5:32  |
| 7.     | Look Up            | Neuwirth             | 5:12  |
| 8.     | Havana Farewell    | Neuwirth             | 5:48  |
| 9.     | Aracely's Natias   | Neuwirth             | 8:45  |

## Obsazení
- Bob Neuwirth – zpěv, kytara
- José Maria Vitier – klavír
- Germán Velazco – saxofon
- Jorge Reyes – baskytara
- Emilio Del Monte Jr. – konga, tambura, cajón, bonga, tabla, guiro, cowbell
- Rey Guerra – kytara
- Don Pancho – shekere
- Eladio Terry González – shekere
- Lázaro Gonzalez – housle
- Estela Guzman Vega – zpěv
- Laura Flanes Hernandez – zpěv
- Michele Alderete Spigal – zpěv
- Odette Telleria Orduna – zpěv